# 암바팔리

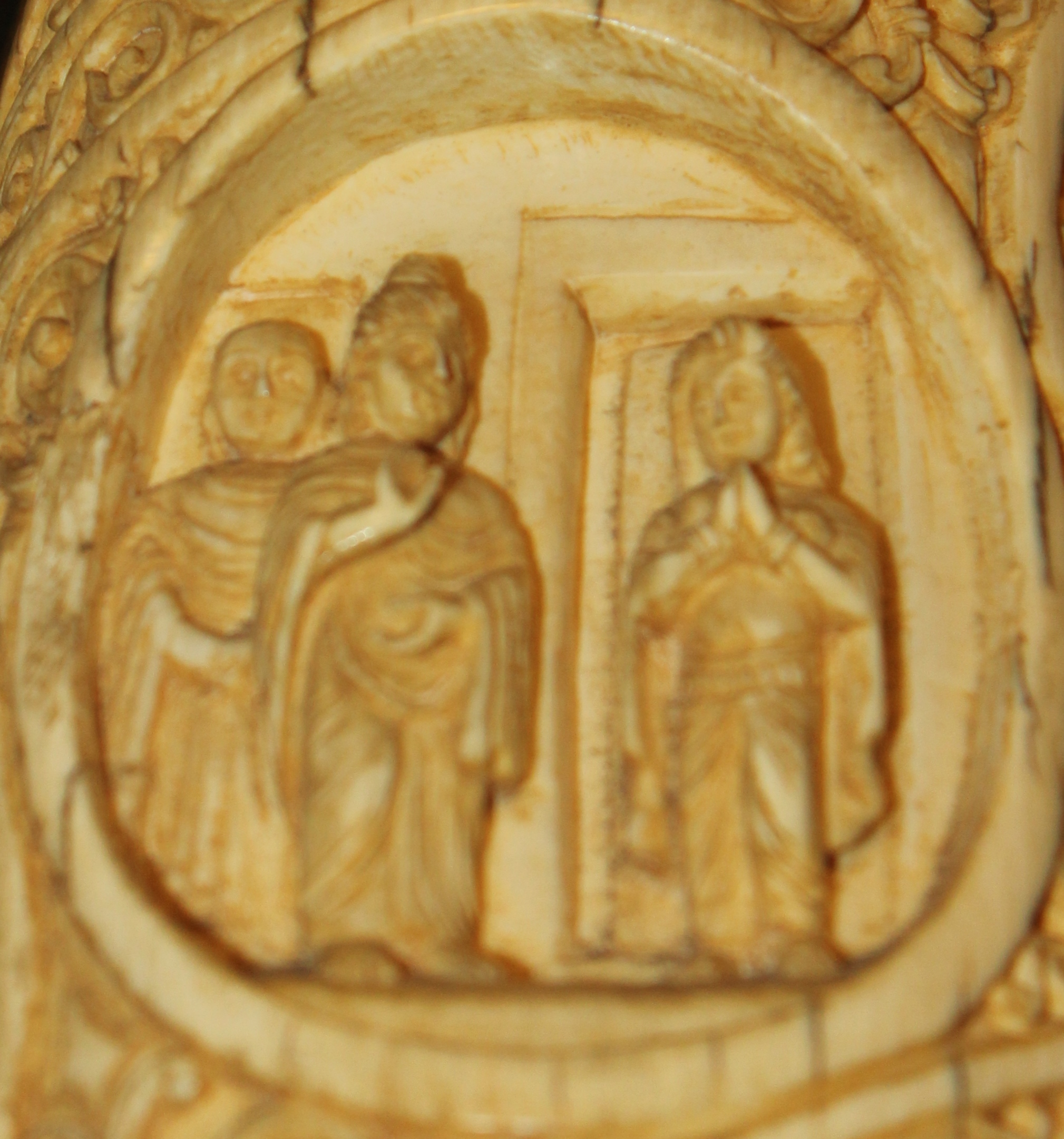
석가모니 부처를 영접하는 암바팔리. 상아에 부조한 것이다. 인도 뉴델리 박물관에 소장.

암바팔리(팔리어: Ambapālī, 산스크리트어: Āmrapālī, 한자음역 : 菴摩羅、菴没羅 등, 의역: 㮈女、柰女、非浄護 등. 생몰년 미상)는 석가모니 부처의 여성 제자(비구니) 가운데 한 사람이다.

## 생애
바이샬리(毘舎離) 사람으로 바이샤 출신이었다. 어려서 바이샬리 성밖의 망고 숲에 버려져서 그곳 관리인에 의해 길러졌는데 암바팔리라는 이름도 즉 망고 숲 관리인의 자식이라는 뜻이다. 자라서는 먼 마을에까지 재색으로 그 이름이 알려졌고, 남전불교의 경전인 《마하박가》(대품大品)에는 그녀의 미모로 인해 점점 더 많은 사람들이 거리로 몰려들어 바이샬리 성내가 축축해졌다고 한다.
주변 일곱 나라의 왕들이 모두 그녀에게 구혼하겠다며 와서 서로 전쟁까지 벌이게 되었다. 이에 암바팔리는 "제가 만약 한 왕자를 고르면 다른 왕자들이 가만히 있지 않을 것입니다. 저를 차지하지 못한 왕자는 자신의 권위가 흔들렸다고 생각하여 분노할 것이고 왕자들의 분노는 수많은 사람들을 고통에 몰아넣을 수 있습니다. 차라리 저는 모두의 여인이 되고 누구의 여인도 되지 않겠습니다."라며 자청해서 유녀가 되었다고 한다. 유녀가 된 암바팔리는 미모나 성격뿐 아니라 춤, 노래, 음악에도 뛰어나서 손님이 끊이지 않았고 무대를 돌며 막대한 돈을 벌었다.
《대반열반경》(大般涅槃経)에는 릿차비족(이차족離車族)의 공자들보다 먼저 석가모니 부처를 초대하였는데, 이들 공자들은 암바팔리에게 수만 냥의 금화를 줄 테니 석가모니 부처 대신 자기들을 초대해 달라고 청했으나 암바팔리는 수만 냥이 아니라 바이샬리 전역을 모두 준다고 해도 그럴 수 없다고 대답했고, 이들은 다시 석가모니 부처를 찾아가 공양을 모레로 미루어줄 수 없겠느냐고 물었지만 석가모니 부처는 이미 수락하였으니 번복할 수 없다고 대답하셨다. 그리고 석가모니 부처를 만난 자리에서 그녀는 자신이 소유하고 있던 망고 숲인 암마라수원(菴摩羅樹苑)을 석가모니 부처의 교단에 기증하였다. 이곳이 훗날 천축 5대 정사(天竺五精舎)의 하나인 암마수원정사(菴羅樹園精舎)이다.
《장로니게주》(長老尼偈註, ThigA.206-7)에 따르면 출가해서 고명한 장로가 된 자신의 아들 비마라와 콘단야의 설법을 듣고 그녀 자신도 출가해 비구니가 되었고, 아라한과(阿羅漢果)의 깨달음을 얻었다고 한다.

## 불교 경전에서 언급되는 암바팔리
- 《테리카타》 1020에는 그녀의 미모에 마음을 빼앗긴 비구들에게 석가모니의 제자 아난다(阿難)가 경계하기 위해서 지었다는 게송이 실려 있다.

- 《나녀기역인연경》(㮈女祇域因縁経)에는 그녀는 바이샬리의 바라문이 왕에게서 하사받아 심은 나수(㮈樹)에 맺힌 열매에서 태어났으며 미인으로 자라나 15살 때 일곱 명의 왕이 와서 구혼했지만 모두 거절했다. 슈마나(Sumanā, 須漫)와 파드마(Padumā, 波曇)라는 이름의 두 여인도 그녀와 마찬가지로 각기 나무에 핀 꽃에서 태어났다고 한다. 세 여성은 모두 5백 명의 여성을 거느리고 있었는데 석가모니 부처의 설법을 듣고 출가해 깨달음을 얻었다고 전하고 있다.

- 《잡아함경》(雑阿含経) 24.20 및 《장부주》(長部註, DA.ii.545)에 따르면 암마라수원에 그녀가 오는 것을 보고 석가모니 부처는 제자들에게 그녀의 미모로 마음이 흔들리지 않도록 사념처라는 수행법을 마련했다고 한다.[1]
- 법현 역 《대반열반경》 상권(上卷)에도 그녀가 석가모니의 열반을 앞두고 공양을 올리기 위해 찾아오자 제자들에게 마음이 흔들리지 않도록 설하고 있다는 부분이 나온다.

## 대중매체에서
일본의 소설가 세토우치 자쿠초의 소설 《석가모니》에도 주요 인물로 등장한다.

## 같이 보기
- 가람